# Braindance
Жанр музики Braindance виник у 1990-х роках, є досить еклектичним та експериментальним особливо в середовищі андеграундних електронних музикантів. Цей термін був вперше використаний у складі опису музики, яку створювала британська електронна лейбл Rephlex Records.
Музика Braindance характеризується широким спектром звуків і елементів, включаючи IDM (Intelligent Dance Music), eмбієнт, експериментальний та техно. Вона може бути дуже емоційною та складною або ж веселою та енергійною.